# Aija Bārzdiņa
Aija Bārzdiņa (Riga, ...) è una modella lettone.

## Biografia
Iscritta alla scuola di moda Zandas Kransmanes Model School di Riga dal 1992 al 1996, Aija Bārzdiņa è stata in seguito scoperta dal fotografo Beppe Lopetrone e presentata sulle passerelle milanesi come modella regular attraverso l'agenzia Fashion Model Management nel 1999. Dal 2004 svolge autonomamente l'attività di modella "Taglie Più - conformato" (46-50) per il Gruppo Miroglio, Yamamay, Benetton, Mariella Burani, Gianfranco Ferré, Liu Jo, Sonia Fortuna, Mariagrazia Severi ed altri ancora.
A fine 2009 ha partecipato agli scatti senza veli della campagna italiana di sensibilizzazione sui disturbi alimentari denominata "Curvy Can - Insieme si può fare" organizzata in collaborazione con Jonas Onlus, nel 2010 continua la campagna di sensibilizzazione partecipando alla performance pubblica artistica di Fabio Weik.

## Agenzie
- Wilhelmina Models (USA)
- Hughes Models (UK)
- G Models (Italia)